# Jenny – echt gerecht
Jenny – echt gerecht! ist eine deutsche Comedy-Fernsehserie über die Anwaltsgehilfin Jenny Kramer, die von Birte Hanusrichter verkörpert wird. Die Erstausstrahlung der ersten Episode erfolgte am 3. April 2018 auf dem Privatsender RTL. Im Mai 2018 verlängerte RTL die Serie um eine zweite Staffel, die im Sommer 2019 ausgestrahlt wurde. Aufgrund von Unzufriedenheit mit den Quoten gab RTL im November 2019 bekannt, dass die Serie nicht um eine dritte Staffel verlängert wird.

## Handlung
Jenny Kramer ist eine alleinerziehende Mutter, die Unterhalt von ihrem Ex-Mann fordert. Bei einer Verhandlung taucht ihr Anwalt Maximilian Mertens nicht auf. Als sie in seiner Kanzlei ihren Unmut äußern will, wird sie von der Tochter des Chefs fälschlicherweise für die neue Bürohilfe gehalten. Jenny beschließt in diese Rolle zu schlüpfen. Mit ihrer temperamentvollen Art sorgt sie für Wirbel an ihrem neuen Arbeitsplatz.

## Besetzung
Übersicht der beteiligten Schauspieler mit ihrer Rolle und der Beschreibung:

### Hauptdarsteller
| Schauspieler        | Rollenname         | Episoden  | Jahre     | Bemerkungen |
| ------------------- | ------------------ | --------- | --------- | --- |
| Birte Hanusrichter  | Jenny Kramer       | 1.01–2.10 | 2018–2019 | Arbeitsplatzassistentin Mutter von Matilda und Kim Kramer; Ex-Frau von Lars Waschewski; Ex-Freundin von Theo Geiger; Beste Freundin von Sonni Lützow |
| August Wittgenstein | Maximilian Mertens | 1.01–2.10 | 2018–2019 | Anwalt Freund von Agnes von Bergen; Schwiegersohn von Robert von Bergen                                                                              |
| Isabell Polak       | Agnes von Bergen   | 1.01–2.10 | 2018–2019 | Anwältin Freundin von Maximilian Mertens, Tochter von Robert von Bergen; Ex-Freundin von Henning Gau                                                 |
| Peter Benedict      | Robert von Bergen  | 1.01–2.10 | 2018–2019 | Anwalt & Chef der Kanzlei „Von Bergen & Partner“ Vater von Agnes von Bergen; Schwiegervater von Maximilian Mertens                                   |
| Anna Büttner        | Matilda Kramer     | 1.01–2.10 | 2018–2019 | Schülerin Tochter von Jenny Kramer und Theo Geiger, Schwester von Kim Kramer                                                                         |
| Zora Müller         | Kim Kramer         | 1.01–2.10 | 2018–2019 | Schülerin Tochter von Jenny Kramer und Lars Waschewski; Schwester von Matilda Kramer                                                                 |
| Marc Ben Puch       | Sebastian Knauber  | 1.01–2.10 | 2018–2019 | Anwalt |

### Nebendarstellerin
| Schauspieler   | Rollenname            | Episoden       | Zeitraum  | Bemerkungen                                                                       |
| -------------- | --------------------- | -------------- | --------- | --------------------------------------------------------------------------------- |
| Isaak Dentler  | Lars Waschewski       | 1.01–2.10      | 2018–2019 | Arbeitslos Ex-Mann von Jenny Kramer; Vater von Kim Kramer                         |
| Jan Dose       | Henning Gau           | 1.01–1.03      | 2018      | Anwalt Ex-Freund von Agnes von Bergen                                             |
| Esther Esche   | Susanne Stöger-Mendel | 1.02–2.10      | 2018–2019 | Sekretärin in der Kanzlei                                                         |
| Alessija Lause | Sonja "Sonni" Lützow  | 1.02–2.10      | 2018–2019 | Kioskbesitzerin Beste Freundin von Jenny Kramer                                   |
| Simon Böer     | Theo Geiger           | 1.08 2.01–2.10 | 2018 2019 | Lehrer an einer Berufsschule Vater von Matilda Kramer; Ex-Freund von Jenny Kramer |

## Episodenliste

### Staffel 1
| Nr. (ges.) | Nr. (St.) | Originaltitel           | Erstausstrahlung D | Regie                                          | Drehbuch                              |
| ---------- | --------- | ----------------------- | ------------------ | ---------------------------------------------- | ------------------------------------- |
| 1          | 1         | Ex & Hopp               | 3. Apr. 2018       | Andreas Menck, Nina Wolfrum, Florian Eichinger | Sabine Leipert, Sabrina Maria Roessel |
| 2          | 2         | Der Freundschaftsdienst | 3. Apr. 2018       | Andreas Menck, Nina Wolfrum, Florian Eichinger | Sabine Leipert, Sabrina Maria Roessel |
| 3          | 3         | Vergiftet               | 10. Apr. 2018      | Andreas Menck, Nina Wolfrum, Florian Eichinger | Sabine Leipert, Sabrina Maria Roessel |
| 4          | 4         | Wahrheit oder Knast     | 10. Apr. 2018      | Andreas Menck, Nina Wolfrum, Florian Eichinger | Sabine Leipert, Sabrina Maria Roessel |
| 5          | 5         | Der Miethai             | 17. Apr. 2018      | Andreas Menck, Nina Wolfrum, Florian Eichinger | Sabine Leipert, Sabrina Maria Roessel |
| 6          | 6         | Fahrerflucht            | 17. Apr. 2018      | Andreas Menck, Nina Wolfrum, Florian Eichinger | Sabine Leipert, Sabrina Maria Roessel |
| 7          | 7         | Auf Leben und Tod       | 24. Apr. 2018      | Andreas Menck, Nina Wolfrum, Florian Eichinger | Sabine Leipert, Sabrina Maria Roessel |
| 8          | 8         | Ausgerastet             | 24. Apr. 2018      | Andreas Menck, Nina Wolfrum, Florian Eichinger | Sabine Leipert, Sabrina Maria Roessel |
| 9          | 9         | Der verlorene Sohn      | 1. Mai 2018        | Andreas Menck, Nina Wolfrum, Florian Eichinger | Sabine Leipert, Sabrina Maria Roessel |
| 10         | 10        | Außer Kontrolle         | 1. Mai 2018        | Andreas Menck, Nina Wolfrum, Florian Eichinger | Sabine Leipert, Sabrina Maria Roessel |

### Staffel 2
| Nr. (ges.) | Nr. (St.) | Originaltitel                 | Erstausstrahlung D | Regie                                                   | Drehbuch                              |
| ---------- | --------- | ----------------------------- | ------------------ | ------------------------------------------------------- | ------------------------------------- |
| 11         | 1         | Kochende Leidenschaft         | 4. Juli 2019       | Oliver Schmitz, Buddy Giovinazzo, Sabrina Maria Roessel | Sabine Leipert, Sabrina Maria Roessel |
| 12         | 2         | Tödliches Silikon             | 11. Juli 2019      | Oliver Schmitz, Buddy Giovinazzo, Sabrina Maria Roessel | Sabine Leipert, Sabrina Maria Roessel |
| 13         | 3         | Eltern haften für ihre Kinder | 18. Juli 2019      | Oliver Schmitz, Buddy Giovinazzo, Sabrina Maria Roessel | Sabine Leipert, Sabrina Maria Roessel |
| 14         | 4         | Das tote Mädchen              | 25. Juli 2019      | Oliver Schmitz, Buddy Giovinazzo, Sabrina Maria Roessel | Sabine Leipert, Sabrina Maria Roessel |
| 15         | 5         | Das Wellness-Wochenende       | 1. Aug. 2019       | Oliver Schmitz, Buddy Giovinazzo, Sabrina Maria Roessel | Sabine Leipert, Sabrina Maria Roessel |
| 16         | 6         | Ein Polizist sieht rot        | 8. Aug. 2019       | Oliver Schmitz, Buddy Giovinazzo, Sabrina Maria Roessel | Sabine Leipert, Sabrina Maria Roessel |
| 17         | 7         | Ess und Hopp                  | 15. Aug. 2019      | Oliver Schmitz, Buddy Giovinazzo, Sabrina Maria Roessel | Sabine Leipert, Sabrina Maria Roessel |
| 18         | 8         | Bis dass der Tod uns scheidet | 22. Aug. 2019      | Oliver Schmitz, Buddy Giovinazzo, Sabrina Maria Roessel | Sabine Leipert, Sabrina Maria Roessel |
| 19         | 9         | Ein Lehrer unter Verdacht     | 29. Aug. 2019      | Oliver Schmitz, Buddy Giovinazzo, Sabrina Maria Roessel | Sabine Leipert, Sabrina Maria Roessel |
| 20         | 10        | Hochzeit mit Hindernissen     | 5. Sep. 2019       | Oliver Schmitz, Buddy Giovinazzo, Sabrina Maria Roessel | Sabine Leipert, Sabrina Maria Roessel |